# (31422) 1999 BE1
1999 بي إي 1 (ويعرف أيضًا باسم (31422) 1999 بي إي 1 وفق تسمية الكوكب الصغير) (بالإنجليزية: 1999 BE1)‏ هو كويكب ضمن حزام الكويكبات، وترتيبه 31،422 من حيث الاكتشاف.
اكتُشف هذا الجُرم الفلكي بواسطة دنيس ك. تشيسني في 16 يناير 1999.

## وصلات خارجية
- (31422) 1999 BE1 في قاعدة بيانات مختبر الدفع النفاث لأجرام النظام الشمسي الصغيرة

- الاكتشاف · مخطط المدار ·  العناصر المدارية · المعلمات المادية

- (31422) 1999 BE1 على موقع ويكي سكاي: DSS2, SDSS, GALEX, IRAS, Hydrogen α, X-Ray, Astrophoto, Sky Map, Articles and images